# فانا بونتا
ڤانا بونتا (بالإنجليزية: Vanna Bonta)‏ (3 نيسان 1958 - 8 تموز 2014) كاتبة وممثلة ومخترعة إيطالية-أمريكية. من مؤلفاتها: طيران: رواية خيال الكم. أما في التمثيل، شاركت بونتا بدور «ملكة زيد» في سيد الوحوش. كما شاركت صوتياً في عدد من الأفلام الروائية كفيلم ديزني الجميلة والوحش (فيلم 1991)، إضافة لبعض المشاركات في التلفزيون. اخترعت بونتا بدلة2 وهي زي لرواد الفضاء يهدف إلى تسهيل العلاقة الحميمة والاستقرار في بيئات الفضاء الخارجي ذات الجاذبية الصغرى. قُدّمت هذه البدلة في برنامج «الكون» التلفزيوني، حيث صورت بونتا في منطقة انعدام جاذبية لحلقة بعنوان «الجنس في الفضاء» وبٌثّت عام 2009 على قناة التاريخ التلفزيونية.
في 13 تشرين الثاني (نوفمبر) 2013، أرسلت إحدى قصائد الهيكو التي كتبتها بونتا ضمن 1100 هيكو إلى المريخ على متن سفينة الفضاء مافن من رأس كانافيرال.

## حياتها وعائلتها
ولدت ڤانا في الولايات المتحدة، والداها «ماريا لويزا بونتا» وهي فنانة من فلورنسا وجيمس سيسل بونتا وهو ضابط عسكري من كنتاكي. أما شقيقة والدتها الكبرى ليديا أوغوليني فكانت كاتبة أدب أطفال إيطالية

## مهنتها كأديبة
عام 1995، نشرت ڤانا روايتها الأولى طيران:رواية خيال الكم. عام 2013، اختيرت إحدى قصائد الهيكو التي كتبتها من ضمن 1100 قصيدة أخرى أطلقت إلى المريخ على متن مسبار الفضاء مافن التابع لناسا.
اختيرت هذه القصائد التي أرسلت للمريخ عن طريق التصويت الشعبي، حيث كان عدد القصائد الإجمالي المقدّمة 12,530. وكانت قصيدة بونتا في المراتب الخمسة الأولى.

## الاختراعات

### سوت2 (البدلة 2)
عام 2006، تحدّثت بونتا عن اختراع سمّته سوت2 (بدلة 2)، وهو زي خاص بالطيران، يمكن وصل بدلتين معاً للإتاحة المجال لشخصين أو أكثر البقاء على مقربة من بعضهم البعض في البيئات ذات الجاذبية المنخفضة. على الرغم من وجود تطبيقات عديدة لهذا الاختراع، إلا أن الغرض الرئيسي منها كان إتاحة "الجنس في الفضاء". عام 2008، تواصل منتجو برنامج "الكون" في قناة التاريخ التلفزيونية مع بونتا وعرضوا عليها تقديم نموذج أولي للبدلة وإرسالها إلى منطقة انعدام جاذبية لاختبارها. حيث قدمت بونتا مع زوجها كيفية عمل البدلة عن طريق التقبيل أثناء تركيبها. خلص البرنامج الوثائقي إلى أن "سوت2" هي خطوة واحدة صغيرة للبشرية لاستعمار الكون." جذبت سوت2 انتباه وسائل الإعلام بعد بث الحلقة عام 2009.

### تحدي الإنزال القمري
في الفترة من 2007 حتى 2009، شاركت بونتا في التحدي السنوي تحدي الإنزال القمري، وهي مسابقة ترعاها ناسا ونورثروب غرومان لبناء مركبة فضاء خفيفة الوزن للهبوط على القمر تجارياً. وكانت بونتا إحدى أعضاء فريق «بون نوفا». بوصفها مديرة الابتكار، صممت بونتا جهاز تحرير-الضغط للمحركات عالية الاحتراق.

## وصلات خارجية
- فانا بونتا على موقع IMDb (الإنجليزية)
- فانا بونتا على موقع ألو سيني (الفرنسية)
- فانا بونتا على موقع أول موفي (الإنجليزية)
- فانا بونتا على موقع قاعدة بيانات الأفلام السويدية (السويدية)
- فانا بونتا على موقع قاعدة بيانات الفيلم (الإنجليزية)
- فانا بونتا على موقع كينوبويسك (الروسية)
- Recording of lecture in Italian by Prof. Gabriella Fiori about Flight: a quantum fiction novel, 1996